# Seckel-Syndrom
Das Seckel-Syndrom (auch bekannt als Harper’s Syndrom und Virchow-Seckel-Syndrom) ist eine sehr seltene Erbkrankheit mit dem Krankheitsbild einer sehr stark ausgeprägten Form von Kleinwuchs. Benannt wurde die Erkrankung nach ihren Entdeckern Helmut Paul George Seckel und Rita G. Harper, deren Erkenntnisse im Jahre 1967 erstmals veröffentlicht wurden. Die genaue Zahl der Erkrankten ist nicht bekannt, Schätzungen belaufen sich auf zwei Dutzend weltweit.

## Ursache
Aufgrund ihrer ausgesprochenen Seltenheit ist die Krankheit nur sehr wenig erforscht, wodurch auch die Ursachen, welche zum Gendefekt führen, noch nicht abschließend geklärt sind. Bisher wurden Gendefekte auf den Chromosomen 3, 14 und 18 identifiziert, die für das Auftreten der Erkrankung verantwortlich sind. Der Defekt wird autosomal-rezessiv vererbt, das heißt, beide Elternteile müssen ein Chromosom mit dieser Krankheit tragen, damit es zur Erkrankung kommt.

## Symptome
- geistige Retardierung
- Mikrozephalie
- extreme Kleinwüchsigkeit (meist unter 1 Meter im ausgewachsenen Zustand)
- sehr geringes Geburtsgewicht (1200 bis 1500 Gramm)
- Hüftgelenkdysplasie
- Zahnbildungsstörungen
- Kryptorchismus
- Hirsutismus